# Владимиров, Игорь Петрович
И́горь Петро́вич Влади́миров (1 января 1919, Екатеринослав, Украинская Народная Республика — 20 марта 1999, Санкт-Петербург, Россия) — советский и российский актёр и режиссёр театра и кино, театральный педагог. Народный артист СССР (1978).

## Биография
Игорь Владимиров родился в Екатеринославе (Днепропетровск, Украина). Семья вскоре после его рождения переселилась в Харьков, а в 1932 году — в Ленинград.
В 1936 году окончил среднюю школу № 25 в Ленинграде. В этом же году поступил в Ленинградский кораблестроительный институт (ныне Санкт-Петербургский государственный морской технический университет).
4 июля 1941 года был зачислен добровольцем в 3-й стрелковый полк 2-й стрелковой дивизии Ленинградской армии народного ополчения, воевал на Ленинградском фронте.
В 1943 году был демобилизован для защиты диплома в институте, где окончил корпусной факультет по специальности «инженер-судостроитель». В качестве инженера работал в Центральном конструкторском бюро-51 в Горьком (1943—1944), в «Рыбсудпроекте» в Ленинграде (1944—1947). Вскоре понял, что его призвание — театр, и в 1945 году поступил на актёрский факультет Ленинградского театрального института (ныне Российский государственный институт сценических искусств, класс И. В. Мейерхольд и В. В. Меркурьева), который окончил в 1948 году.
В 1948—1949 годах — актёр Ленинградского областного театра оперетты и Ленинградского гастрольного театра.
В 1949—1956 годах — актёр Ленинградского театра им. Ленинского комсомола (ныне Театр «Балтийский дом»), где играл роли молодых героев. Творческую судьбу И. Владимирова во многом определила встреча с Г. А. Товстоноговым, возглавившим театр в том же 1949 году: молодой актёр не только был занят в спектаклях режиссёра, но и приобщился под его руководством к азам режиссёрской профессии.
В 1956 году вместе с Г. А. Товстоноговым перешёл в Большой драматический театр им. М. Горького (ныне — имени Г. А. Товстоногова), где до конца 1960 года работал в качестве режиссёра-стажёра, осуществил несколько самостоятельных постановок.
Одновременно ставил спектакли в других ленинградских театрах: Театре музыкальной комедии, Театре им. Ленинского комсомола, Драматическом театре им. В. Ф. Комиссаржевской. В работе над спектаклями «Время любить» и «Случайные встречи» в театре им. В. Ф. Комиссаржевской состоялась встреча режиссёра с молодой актрисой А. Б. Фрейндлих, их творческий и семейный союз на долгие годы определил судьбу Театра им. Ленсовета, куда актриса перешла в 1962 году.
С ноября 1960 года — главный режиссёр и художественный руководитель Ленинградского театра им. Ленсовета (1992—1999 — Открытый театр), переживавшего кризис после ухода в 1955 году художественного руководителя Н. П. Акимова. Театром руководил до конца своей жизни.
В 1963—1998 годах преподавал в Ленинградском институте театра, музыки и кинематографии (ныне Российский государственный институт сценических искусств, с 1980 — профессор).
Умер Игорь Владимиров 20 марта 1999 года (по другим источникам — 21 марта) на 81-м году жизни в Санкт-Петербурге.
Похоронен на Большеохтинском кладбище (единоверческий участок) рядом с родителями.

### Семья
- Первая жена — Зинаида Шарко (1929—2016), народная артистка РСФСР (1980). Сын Иван Шарко  (род. 1956) — оформитель театральных постановок. сценических костюмов. Сотрудничает с: БДТ, МХТ им. А.П. Чехова, Александринским театром и др. Основатель Театральной мастерской.
- Вторая жена — Алиса Фрейндлих (род. 1934), народная артистка СССР (1981). Тесть — Бруно Фрейндлих (1909—2002), народный артист СССР (1974).
  - Дочь — Варвара Владимирова (род. 1968), актриса театра и кино.
- Третья жена — Инесса Ивановна Перелыгина (род. 1963), актриса Театра им. Ленсовета[8].

## Награды и звания
- Заслуженный деятель искусств РСФСР (1966)
- Народный артист РСФСР (1974)
- Народный артист СССР (1978)
- Орден Ленина (1990)
- Орден Трудового Красного Знамени (1979)
- Орден Дружбы (29 декабря 1994) — за заслуги перед государством, успехи, достигнутые в труде, культуре, искусстве, большой вклад в укрепление дружбы и сотрудничества между народами[9]
- Медаль «За оборону Ленинграда» (1945)
- Медаль «За победу над Германией в Великой Отечественной войне 1941—1945 гг.»
- Медаль «За доблестный труд в Великой Отечественной войне 1941-1945 гг.» (1946)
- Медаль «В память 250-летия Ленинграда» (1957)
- Медаль «В ознаменование 100-летия со дня рождения Владимира Ильича Ленина» (1970)

## Творчество
К 1960 году творческая индивидуальность И. Владимирова сформировалась вполне отчётливо. Яркое чувство юмора режиссёра, умение работать с музыкальной партитурой спектакля, ориентация на работу с молодёжью определили новое лицо театра имени Ленсовета, вырвавшегося на новый виток своего развития. Игорь Владимиров тщательно и скрупулёзно подбирал в труппу новых актёров, сумев за короткое время собрать в театре созвездие творческих индивидуальностей. Основную ставку с самого начала режиссёр делал на молодых актёров: Д. И. Баркова, Л. Н. Дьячкова, Г. С. Жжёнова, Н. Г. Пенькова, А. В. Петренко, А. Ю. Равиковича, В. В. Харитонова. Одной из самых главных удач стал приход в труппу театра А. Б. Фрейндлих, чьё имя на долгие годы стало неразрывно связанным с театром и наиболее весомыми работами режиссёра И. Владимирова.
Театр им. Ленсовета внёс новые черты в театральную палитру Ленинграда того времени с самого начала работы И. Владимирова. Органичный синтез яркой игровой формы, лирической публицистики и всепроникающей музыкальной стихии формировал поистине новаторскую театральную стилистику. Если в первый период работы И. Владимирова можно было говорить о двух репертуарных линиях — 'проблемной' («Мой бедный Марат» и «Таня» А. Н. Арбузова, «Пигмалион» Б. Шоу, «Ромео и Джульетта» У. Шекспира) и 'музыкально-комедийной' («Женский монастырь» В. А. Дыховичного и М. Р. Слободского), то к 1966 году, с постановкой «Трёхгрошовой оперы» по Б. Брехту, в театре имени Ленсовета сформировался особый синтетический жанр, сочетающий в себе лучшие черты эксцентрики и трагедии, публицистики и лиризма, музыкального и драматического действа. Именно в этом жанре в театре имени Ленсовета И. Владимировым были поставлены лучшие спектакли 1970-х, имевшие огромный зрительский успех: «Укрощение строптивой», «Дульсинея Тобосская», «Люди и страсти», «Левша», «Трубадур и его друзья». Эти спектакли соответствовали новым интересам зрителей 1970-х и общей тенденции к развитию новых жанров и стилей под влиянием ВИА, шлягер-парадов, варьете и популярных в те годы рок-опер. Среди спектаклей других жанров — «Игроки» Н. В. Гоголя, который сохраняется в репертуаре театра.
В 1976 году, после двадцатилетнего перерыва, И. Владимиров вновь вышел на сцену театра в качестве актёра.
Весь период работы в театре им. Ленсовета И. Владимиров уделял много внимания формированию труппы. Режиссёр приглашал в свой театр талантливых актёров, замеченных им на провинциальных сценах, таких как А. В. Петренко, Е. А. Каменецкий, Г. И. Никулина. Среди учеников И. Владимирова, выросших на сцене театра имени Ленсовета в серьёзных мастеров сцены — С. Г. Мигицко, М. С. Боярский, Л. Р. Луппиан, О. А. Леваков, И. С. Мазуркевич, Е. П. Баранов, В. М. Матвеев, А. Ю. Пузырёв, Т. М. Яковлева, А. Я. Алексахина, М. К. Девяткин, Л. В. Леонова, Е. С. Маркина, С. М. Стругачёв, А. А. Семёнов, Е. А. Филатов и многие другие. Фактически это несколько поколений актёров, выращенных режиссёром И. Владимировым. Много лет И. Владимиров вёл актёрскую мастерскую в ЛГИТМиКе, и его ученики органично вливались в труппу театра.
Последовательная опора И. Владимирова на молодёжь привела к беспрецедентной для Ленинграда акции: в 1974 году при театре имени Ленсовета открылся его филиал — Молодёжный театр, основу которого составили ученики И. Владимирова по ЛГИТМиКу. Актёры филиала были заняты в спектаклях основного репертуара театра имени Ленсовета, а на малой сцене играли свой самостоятельный репертуар. В 1980 году Молодёжный театр выделился в отдельную театральную структуру, сохранив при этом своё название (сегодня — Молодёжный театр на Фонтанке).
В конце 1980-х И. Владимирову и его театру не удалось избежать творческого кризиса, характерного практически для всех ленинградских театров того времени. Труппу покинули многие актёры: Г. И. Никулина, М. С. Боярский, А. Ю. Равикович, И. С. Мазуркевич, Е. А. Каменецкий, Л. Н. Дьячков, Е. Я. Соловей, П. И. Шелохонов. Огромной потерей для театра стал уход А. Б. Фрейндлих.
Наряду с напряжённой работой в театре Игорь Петрович снимался и в кино. Список его кинематографических ролей не слишком велик, однако некоторые из них пользовались большой любовью зрителей. Особенно это относится, несомненно, к великолепному актёрскому дуэту с А. Б. Фрейндлих в фильме Э. М. Савельевой «Старомодная комедия». В качестве режиссёра снял один фильм: музыкальную киносказку для взрослых «Лишний билет» (1982), где главные роли играли Е. Я. Соловей и М. С. Боярский.

### Театральные работы

#### Актёрские
Ленинградский театр им. Ленинского комсомола
- «Гроза» А. Н. Островского — Борис
- «Семья» И. Ф. Попова — Александр Ульянов
- «Барышня-крестьянка» А. С. Пушкина — Алексей Берестов
- «Новые люди» по роману «Что делать?» Н. Г. Чернышевского — Лопухов

Ленинградский театр имени Ленсовета
- «Интервью в Буэнос-Айресе» Г. А. Боровика — Карлос Бланко
- «Эльдорадо» А. Н. Соколовой — Он
- «Вишнёвый сад» А. П. Чехова — Гаев
- «Вы чьё, старичьё?» Б. Л. Васильева — Багорыч
- «Песнь о городе» по мотивам «Блокадной книги» А. А. Адамовича и Д. А. Гранина — Режиссёр
- «Собачье сердце» М. А. Булгакова — Преображенский
- «Круглый стол под абажуром» В. К. Арро — Пришивин
- «Газовый свет» Патрика Гамильтона — Раф

#### Режиссёрские
Ленинградский театр им. Ленинского комсомола
- 1956 — «Гибель эскадры» А. Е. Корнейчука (ассистент режиссёра)
- 1956 — «Три соловья, дом 17» Д. Добричанина
- «Чудесный сплав» В. М. Киршона
- «Маленькая студентка» Н. Ф. Погодина

Большой драматический театр
- 1956 — «Когда цветёт акация» Н. Г. Винникова (совместно с Г. А. Товстоноговым)
- 1957 — «Когда горит сердце» по роману В. Кина «По ту сторону» (совместно с В. Я. Софроновым)
- 1957 — «Кремлёвские куранты» Н. Ф. Погодина (совместно с В. Я. Софроновым)
- 1957 — «В поисках радости» В. Розова (совместно с Р. А. Сиротой)
- 1958 — «Дали неоглядные» Н. Е. Вирты (совместно с Р. А. Сиротой)
- 1959 — «Машенька» А. Н. Афиногенова

Ленинградский театр им. Ленсовета
- 1961 — «Левониха на орбите» А. Е. Макаёнка
- 1961 — «Кочевники XX века» Б. В. Рымаря
- 1962 — «Золотое сердце» В. Н. Коростылёва
- 1962 — «Пигмалион» Б. Шоу
- 1962 — «Первый встречный» Ю. Я. Принцева
- 1963 — «Микрорайон» по Л. В. Карелину (совместно с Г. Г. Никулиным)
- 1963 — «Женский монастырь» В. А. Дыховичного и М. Р. Слободского
- 1963 — «Таня» А. Н. Арбузова
- 1964 — «Ромео и Джульетта» У. Шекспира
- 1964 — «Совесть» по Д. Г. Павловой
- 1965 — «Трудно быть сержантом» А. Левина, М. Химена
- 1965 — «Мой бедный Марат» А. Н. Арбузова
- 1965 — «Самая короткая ночь» Р. В. Назарова (совместно с Ю. С. Соболевым)
- 1965 — «День как день» С. С. Лунгина, И. Нусинова (совместно с Ю. С. Соболевым)
- 1966 — «Я отвечаю за всё» по Ю. П. Герману
- 1966 — «Щедрый вечер» В. Блажека
- 1966, 1983 — «Трёхгрошовая опера» Б. Брехта
- 1967 — «Варшавская мелодия» Л. Г. Зорина
- 1967 — «Человек и джентльмен» Э. Де Филиппо
- 1967 — «Жестокость» П. Ф. Нилина
- 1967 — «Через 100 лет в берёзовой роще» В. Н. Коростылева
- 1968 — «Последний парад» А. П. Штейна
- 1968 — «Лодка в лесу» Н. Хайтова
- 1969 — «Остаётся час» А. А. Корина
- 1970 — «Хождение по мукам» по трилогии А. Н. Толстого
- 1970 — «Однажды в новогоднюю ночь» Э. А. Рязанова, Э. В. Брагинского
- 1970 — «Укрощение строптивой» У. Шекспира
- 1971 — «Человек со стороны» И. М. Дворецкого
- 1971 — «Пушкин в Одессе» Ю. З. Дынова
- 1971 — «Преступление и наказание» по Ф. М. Достоевскому
- 1972 — «Двери хлопают» М. Фермо
- 1972 — «Миссис Пайпер ведёт следствие» Дж. Поплуэлла
- 1973 — «Дульсинея Тобосская» А. М. Володина
- 1973 — «Ковалёва из провинции» И. М. Дворецкого
- 1974 — «Левша» Б. М. Рацера, В. К. Константинова
- 1974 — «Трубадур и его друзья» В. Б. Ливанова, Ю. С. Энтина (возобновление, с В. Б. Ливановым, А. Б. Фрейндлих и В. Е. Воробьёвым)
- 1974 — «Люди и страсти» по произведениям И. В. Гёте, Ф. Шиллера, Г. Гейне и др.
- 1974 — «Старший сын» А. В. Вампилова
- 1975 — «Нашествие» Л. М. Леонова
- 1975 — «Старомодная комедия» А. Н. Арбузова
- 1975 — «Как нарисовать птицу» (спектакль-монолог)
- 1976 — «Приказ номер один» Г. Горбовицкого
- 1976 — «Бесприданница» А. Н. Островского
- 1976 — «Интервью в Буэнос-Айресе» Г. А. Боровика
- 1976 — «Мать» К. Чапека
- 1976 — «Прошлым летом в Чулимске» А. В. Вампилова
- 1977 — «Пятый Десяток» А. А. Белинского (существует видеозапись)
- 1978 — «Листки из альбома» инсценировка А. Ласкина по произведениям А. В. Вампилова
- 1978 — «Вишнёвый сад» А. П. Чехова
- 1978 — «Человек, животное и добродетель» Л. Пиранделло
- 1979 — «Мир дому твоему» инсценировка О. Д. Зорина по В. М. Шукшину, В. И. Белову, В. В. Карпову
- 1979 — «Свободная тема» А. В. Чхаидзе
- 1979 — «Спешите делать добро» М. М. Рощина
- 1980 — «Станция» Н. Хикмета
- 1981 — «Нечаянный свидетель» А. Н. Арбузова
- 1981 — «Наедине со всеми» А. И. Гельмана
- 1981 — «Последний отец» И. М. Дворецкого
- 1983 — «Рояль в открытом море» И. П. Владимирова и Н. А. Райхштейн по роману «Капитальный ремонт» Л. С. Соболева
- 1983 — «Победительница» А. Н. Арбузова
- 1984 — «Игроки» Н. В. Гоголя
- 1984 — «Земля обетованная» С. Моэма
- 1984 — «Газовый свет» П. Гамильтона
- 1985 — «Песнь о городе» по мотивам «Блокадной книги» Д. А. Гранина и А. А. Адамовича
- 1985 — «Круглый стол под абажуром» В. К. Арро
- 1986 — «Вы чьё, старичьё?» Б. Л. Васильева
- 1986 — «Зинуля» А. И. Гельмана
- 1987 — «Диоген» Б. М. Рацера, В. К. Константинова
- 1987 — «Завтра была война» Б. Л. Васильева
- 1988 — «Любовь до гроба» А. Николаи
- «Под одной крышей» Л. Н. Разумовской
- «Группа» А. М. Галина
- «Гусар из КГБ» Б. М. Рацера, В. К. Константинова
- «Крошка» Ж. Летраза
- «Адъютантша Его Величества» И. Губача
- «Двуглавый орёл» Ж. Кокто
- «Хэппи энд отменяется» («Жертва») М. Фратти

Ленинградский театр музыкальной комедии
- 1966 — «Крылатый почтальон» Н. Минка

Ленинградский драматический театр им. В. Ф. Комиссаржевской
- 1960 — «Время любить» Б. С. Ласкина
- 1961 — «Случайные встречи» Р. В. Назарова

### Фильмография

#### Актёр
- 1956 — Тайна двух океанов — Скворешня
- 1958 — В дни Октября — прапорщик Г. И. Благонравов
- 1958 — Маяковский начинался так... — Васильев
- 1959 — Горячая душа — Бессонов
- 1966 — Серая болезнь — Вадим Александрович Сперанский
- 1967 — Твой современник — Василий Губанов
- 1968 — Наши знакомые — Аркадий Осипович
- 1969 — Тройная проверка — Курау, полковник абвера
- 1971 — Люди на Ниле — Платонов
- 1972 — Укрощение огня — генерал Анатолий Григорьевич Головин, председатель госкомиссии
- 1973 — Исполняющий обязанности — архитектор Николай Павлович Кораблёв
- 1974 — Великое противостояние — Александр Дмитриевич Ращепей
- 1974 — Самый жаркий месяц — Ратомский
- 1976 — Моё дело — Николай Николаевич Казачкин
- 1976 — Обычный месяц — Владимир Александрович Смердов
- 1977 — Обратная связь — Ролан Матвеевич Ловшаков
- 1977 — Приглашение к танцу — Княжинский
- 1977 — Талант — Август Иванович Берест
- 1978 — Старомодная комедия — Родион Николаевич
- 1979 — Мир в трёх измерениях — Фёдор Боярышев
- 1980 — Чрезвычайные обстоятельства — Иван Георгиевич Марущак
- 1981 — Фронт в тылу врага — Вольдемар Фрибе
- 1982 — Сказки… сказки… сказки старого Арбата — Фёдор Балясников
- 1982 — Инспектор Лосев — Фёдор Кузьмич Цветков
- 1982 — Лишний билет — Василий Васильевич
- 1983 — Летаргия — Оболенский
- 1983 — Петля — Фёдор Кузьмич Цветков
- 1988 — Жизнь Клима Самгина — Прозоров
- 1990 — Шапка — «выдающийся писатель» Василий Каретников

#### Режиссёр
- 1964 — Человек из Стратфорда (фильм-спектакль)
- 1973 — Укрощение строптивой (фильм-спектакль)
- 1973 — Человек и джентльмен (фильм-спектакль)
- 1975 — Ковалёва из провинции (фильм-спектакль)
- 1979 — Люди и страсти (фильм-спектакль)
- 1983 — Лишний билет[10]
- 1983 — Пятый десяток (фильм-спектакль)
- 1989 — Победительница (фильм-спектакль)
- 2004 — Крошка (фильм-спектакль)

#### Сценарист
- 1979 — Люди и страсти (фильм-спектакль)

#### Участие в фильмах
- 1974 — Вороне где-то Бог… (документальный) — руководитель курса

#### Архивные кадры
- 2010 — Взрослая жизнь Молодёжного театра (документальный)
- 2010 — Валентин Черных (из цикла документальных фильмов Острова на телеканале «Культура», фрагмент передачи «Театральные встречи»)